# Pittosporum tenuifolium
Pittospore de Nouvelle-Zélande
Espèce
Pittosporum tenuifolium, le Pittospore de Nouvelle-Zélande, est une espèce de plantes à fleurs de la famille des Pittosporaceae et du genre Pittosporum. C'est un arbuste à feuilles persistantes, endémique de Nouvelle-Zélande.
tenuifolium signifie « à feuilles minces », de tenui - mince, et folium - feuille. Il est appelé aussi Pittospore à petites feuilles[réf. nécessaire] et communément appelé kōhūhū et matipo noir, et par d'autres noms maoris kohukohu et tawhiwhi.

## Description
Cette espèce a la ramure compacte, mesure jusqu'à 10 m. 
Son tronc est mince (30 à 40 cm de diamètre) avec une couleur d'écorce gris foncé marbré qui noircit puis rougit progressivement vers l'extrémité des branches . Le système racinaire est peu profond et étalé.
Sa feuille ovale satiné argenté, à marge ondulés, à un pétiole court, mesure jusqu'à 4 cm.
Sa floraison a lieu au printemps. Sa fleur est pourpre à violacée d'environ 1 cm rarement jaune. Les fleurs se développent à partir de bourgeons latéraux, individuellement ou en touffes, et peuvent être hermaphrodites ou seulement mâles. Les fleurs sont remplies de nectar et dégagent un parfum de miel la nuit, le parfum étant plus évident dans des conditions légèrement humides. Ce dernier attire les mites et autres insectes volants la nuit, qui aident probablement à la pollinisation.
Son fruit est une capsule. Le fruit est recouvert d'une petite couche de poils au début de la maturation, qui disparaît progressivement à maturité. La maturation du fruit a lieu entre le milieu de l'été et l'automne. Cette capsule rétrécit, durcit et devient presque noire, se divisant en deux ou trois segments lorsqu'elle est mûre. À l'intérieur se trouvent des graines noires, enfermées dans une substance très collante. Le caractère collant des graines est susceptible d'aider à la dispersion des graines.

## Galerie

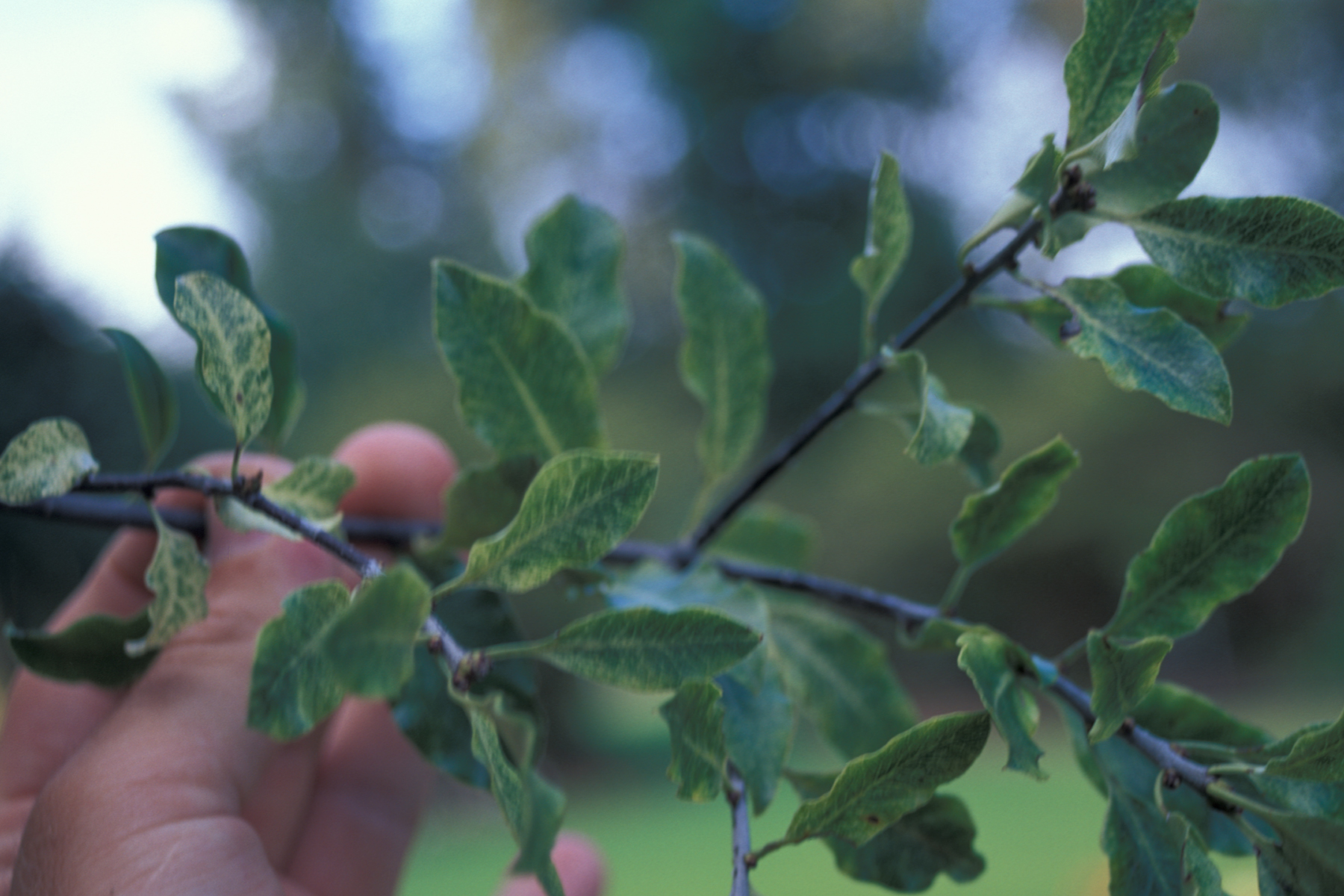
Feuilles de variegatum.
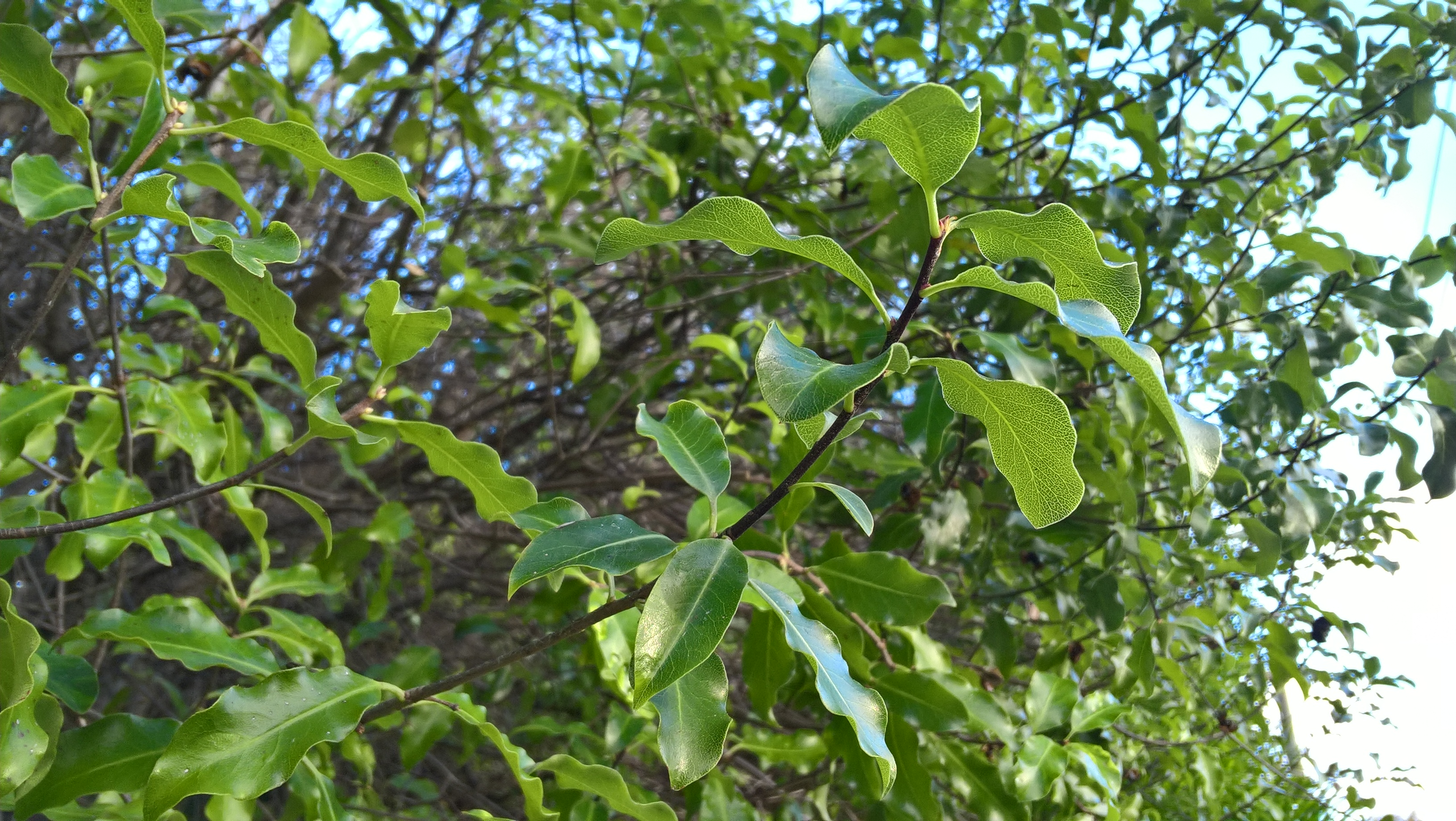
Rameau.
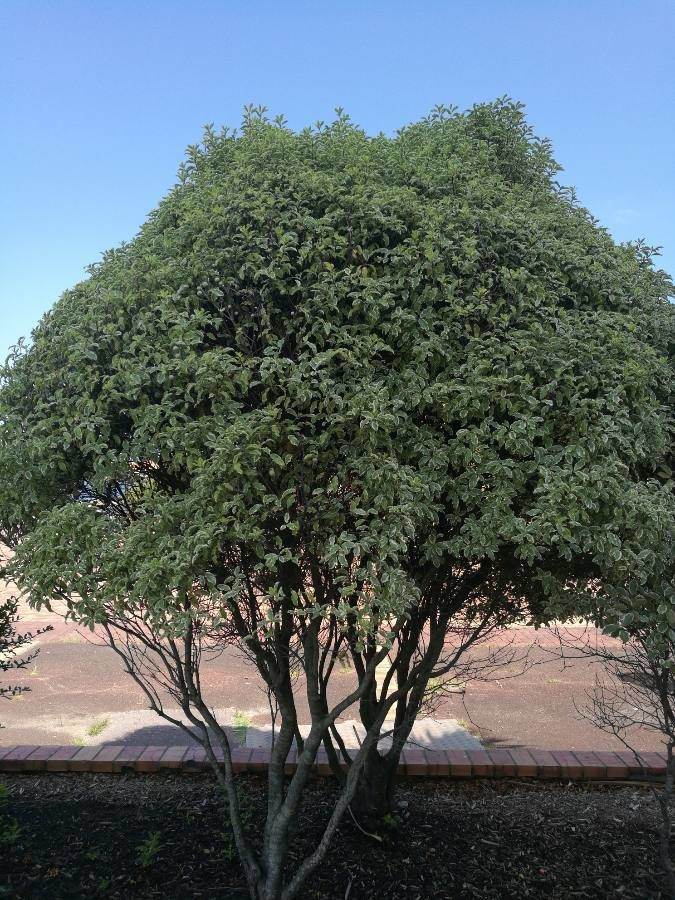
Plante complète.

## Culture

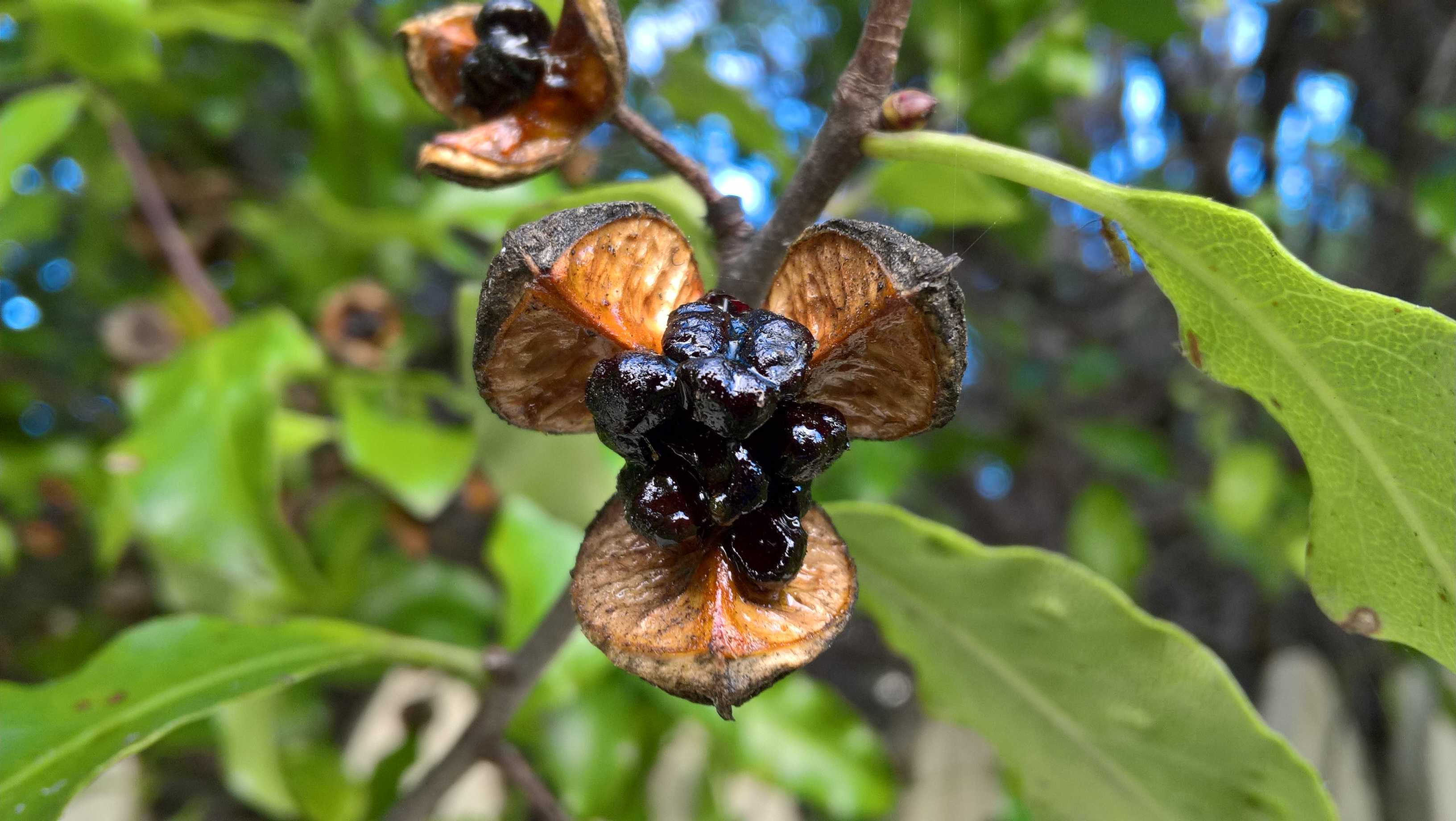
La capsule de Kōhūhū, montrant les graines noires enfermées dans une substance collante.

De zone de rusticité 8, cette espèce a besoin d’un sol drainé, plutôt frais, possiblement pauvre calcaire ou sec. Son exposition est plutôt plein soleil et elle supporte le vent.
Sa croissance est relativement rapide passant de 5 cm à 3 m en cinq ans. La taille est facile. 
Il existe plus de 50 espèces d'insectes répertoriées dans la base de données Plant-SyNZ qui se nourrissent ou parasitent cette plante : guêpes, punaises suceuses, mouches, mites, papillons, thrips, acariens et coléoptères. Il y a aussi plus d'une douzaine de coléoptères qui se nourrissent de la matière végétale morte.

## Écologie

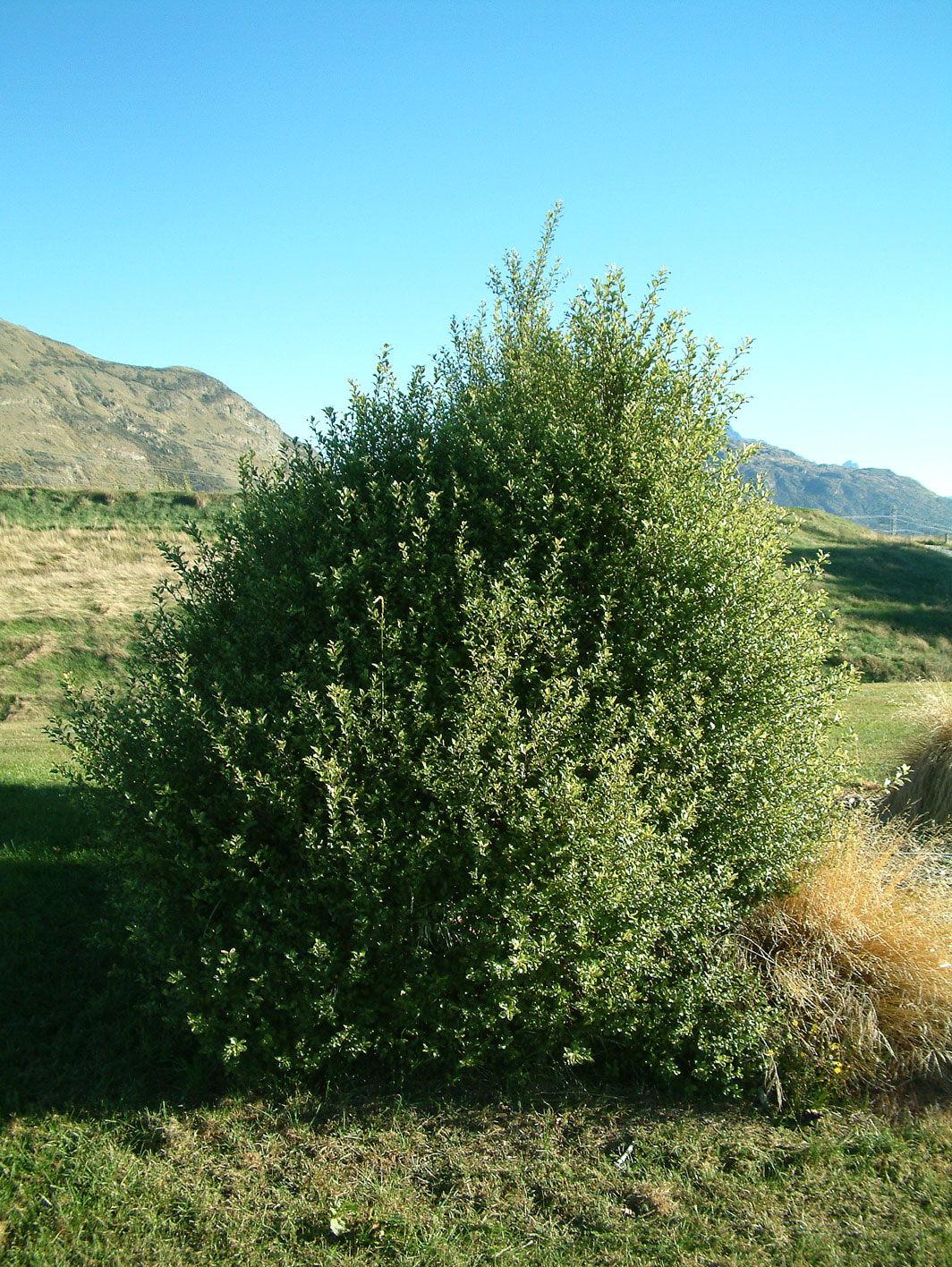
Arbre kohuhu de taille moyenne à Queenstown en Nouvelle-Zélande.

Ces caractéristiques la rendent idéal, lorsqu'elle est utilisée avec d'autres plantes, pour une utilisation dans la stabilisation des cours d'eau et la lutte contre l'érosion.
Elle est endémique de Nouvelle-Zélande. Elle y est bien répandu partout, n'étant absent qu'à l'ouest des Alpes et dans l'île Stewart. 
Elle pousse à l'état sauvage dans les zones forestières côtières et de basse montagne jusqu'à une altitude de 900 m.
Elle pousse particulièrement rapidement aux lisières des forêts situées au bas des hautes terrasses, et peut également pousser dans les lits des rivières. Elle pousse facilement dans les zones boisées qui ont été perturbées ou dans les terres agricoles en reconversion, jouant un rôle important dans la succession écologique. 

## Utilisation
C'est une plante ornementale en haie et occultante. Il est parfois cultivé sous le nom de cultivar ‘Nigricans’, ainsi appelé en raison de ses tiges noires. En horticulture, il est apprécié pour son feuillage coloré (les variations cultivées incluent les feuilles pourpres, « argentées » et panachées).
Plusieurs hybrides et cultivars ont été développés et cinq variétés ont remporté le prix du mérite du jardin la Royal Horticultural Society.

## Synonymes
Pittosporum tenuifolium a pour synonymes :
- Pittosporum bidwillianum Regel
- Pittosporum colensoi Kirk
- Pittosporum colensoi Naudin
- Pittosporum enderi Regel
- Pittosporum fasciculatum Kirk
- Pittosporum mayi Hort.Rege
- Pittosporum mayi hort.
- Pittosporum mayi hort. ex Gadeceau
- Pittosporum nigricans Hort.Davy
- Pittosporum nigricans hort.
- Pittosporum nigricans hort. ex Mc Minn & Maino
- Pittosporum tenuifolium subsp. tenuifolium
- Pittosporum translucens Hook.
- Pittosporum translucens Hook. ex Putt.
- Schoutensia monophylla Endl.
- Trichilia monophylla A.Rich.